# 三岔湖站
三岔湖站位于中华人民共和国四川省成都市简阳市东部新区高明镇农丰村，是成宜高速铁路的一座车站，于2024年4月22日启用。三岔湖站的上一站是天府站，下一站是天府机场站。